# 安居区
安居区是中国四川省遂宁市所辖的一个市辖区。总面积1258平方公里，常住人口約43万人。

## 行政区划
安居区下辖2个街道办事处、16个镇：
柔刚街道、凤凰街道、安居镇、东禅镇、分水镇、石洞镇、拦江镇、保石镇、白马镇、中兴镇、横山镇、会龙镇、三家镇、玉丰镇、西眉镇、磨溪镇、聚贤镇和常理镇。

## 人口
2020年末，根據全國第七次人口普查統計數字顯示：全区常住人口为431310人。

## 特产
安居红苕、安居黄金梨：中国地理标志产品。